# Santa Rosalía (Mulegé)
La città di Santa Rosalía è a capo del Comune di Mulegé, Bassa California del Sud, Messico. Conta 9.768 abitanti secondo le stime del censimento del 2005.

## Storia
Il primo europeo che esplorò tutto il golfo di California e i suoi litorali fu Francisco de Ulloa nell'anno 1539.
Nel 1701 il padre gesuita Juan María de Salvatierra esplorò la regione e nel 1705 un altro padre gesuita, Juan de Basaldúa fondò la Misión de Santa Rosalía de Mulegé a Mulegé, circa a 60 chilometri dall'attuale città di Santa Rosalía.

### La compagnia minerariaEl Boleo S.A.
Nel 1868 vennero scoperti nella regione di Santa Rosalía dei giacimenti di rame; nel 1872 si stabilì a Santa Rosalía la Compagnia Eiseman y Valle con l'intento di sfruttare tale giacimento. Nel 1885 s'insediò la compagnia francese El Boleo S.A. grazie a una concessione cinquantennale. Da quel momento inizia la storia della città di Santa Rosalía.
Nel 1954 tale compagnia cessò le operazioni di estrazione del minerale in quanto ritenuto esaurito; tale evento comportò un esodo dalla città mentre tre anni più tardi il governo messicano riprese l'estrazione del rame sino all'anno 1972, quando i giacimenti furono realmente esauriti. Nel 1954 iniziò a Guerrero Negro, nel comune di Mulegé, l'attività della Compañía Exportadora de Sal, S.A., che ai tempi era la maggiore produttrice di sale al mondo.

### Influenze francesi
Durante i decenni in cui tutto ruotava intorno alla compagnia francese El Boleo, S.A., nacque la città di Santa Rosalía con tutti gli influssi architettonici francesi-coloniali dell'epoca. La stessa chiesa di Santa Bárbara fu disegnata da Gustave Eiffel che la mostrò all'esposizione internazionale di Parigi.

## Vie di comunicazione
- Per mare: attraverso un servizio di traghetti che collegano Santa Rosalía con Guaymas e Sonora, all'altro estremo del Golfo di California.

- Per terra: il comune è connesso con la Carretera Federal 1, meglio conosciuta come Carretera Transpenínsular, che parte da Tijuana e arriva fino a Cabo San Lucas. È un'autostrada lunga 1.600 chilometri.

- Per via aerea: l'aeroporto internazionale più vicino è l'Aeroporto Internazionale di Loreto, localizzato nella territorio dell'omonima città, ubicato a 197 chilometri a Sud.

Inoltre c'è l'Aeropuerto di Palo Verde, che si trova a 30 chilometri a sud, con voli verso le città di Guaymas e Hermosillo. A nord della città si trova l'aeroporto di Santa María de Mulegé, principalmente militare.